# Tathavade
Tathavade là một thị trấn thống kê (census town) của quận Pune thuộc bang Maharashtra, Ấn Độ.

## Nhân khẩu
Theo điều tra dân số năm 2001 của Ấn Độ, Tathavade có dân số 7975 người. Phái nam chiếm 54% tổng số dân và phái nữ chiếm 46%. Tathavade có tỷ lệ 54% biết đọc biết viết, thấp hơn tỷ lệ trung bình toàn quốc là 59,5%: tỷ lệ cho phái nam là 63%, và tỷ lệ cho phái nữ là 44%. Tại Tathavade, 17% dân số nhỏ hơn 6 tuổi.